# Johannes Schaller
Johannes Schaller (* 10. Februar 1785 in Niederwildungen; † 29. Mai 1847 ebenda) war ein deutscher Steinhauer, Maurer, Maurermeister, Bürgermeister und Politiker.

## Leben
Schaller war der Sohn des Steinhauermeisters Christoph Schaller (* 2. Oktober 1740 in Nieder-Wildungen; † 17. März 1817 ebenda) und dessen Ehefrau Dorothea Elisabeth Jacob (* 16. September 1759 in Nieder-Wildungen; † 7. Juli 1822 ebenda). Er war evangelisch und heiratete am 13. April 1810 in Nieder-Wildungen Henriette Christiane Schleiermacher (* 14. September 1790 in Nieder-Wildungen; † 10. November 1856 ebenda), der Tochter des Metzgermeisters und Gastwirts „Zum Stiefel“ Johann Jakob Schleiermacher und der Maria Christine Böttcher.
Schaller lebte als (1810) Steinhauer und (1847) Maurermeister in Nieder-Wildungen wo er 1810 das Bürgerrecht erwarb. Von 1819 bis 1820 war er Bürgermeister der Stadt Nieder-Wildungen. Als solcher war vom 21. Juni 1819 bis Ende 1819 oder Anfang 1820 Mitglied des Landstandes des Fürstentums Waldeck.